# Huahinepurpurhöna
Huahinepurpurhöna (Porphyrio mcnabi) är en förhistorisk utdöd fågel i familjen rallar inom ordningen tran- och rallfåglar.

## Tidigare förekomst och utdöende
Huahinepupurhönan var endemisk för ön Huahine i Sällskapsöarna. Den är enbart känd från subfossila lämningar funna vid Fa'ahia, en tidig polynesisk bosättningsplats som genom kol-14-metoden dateras till mellan 700- och 1200-talet. Fågeln är en av flera arter som dog ut antingen lokalt eller globalt efter att ön befolkades av människan.

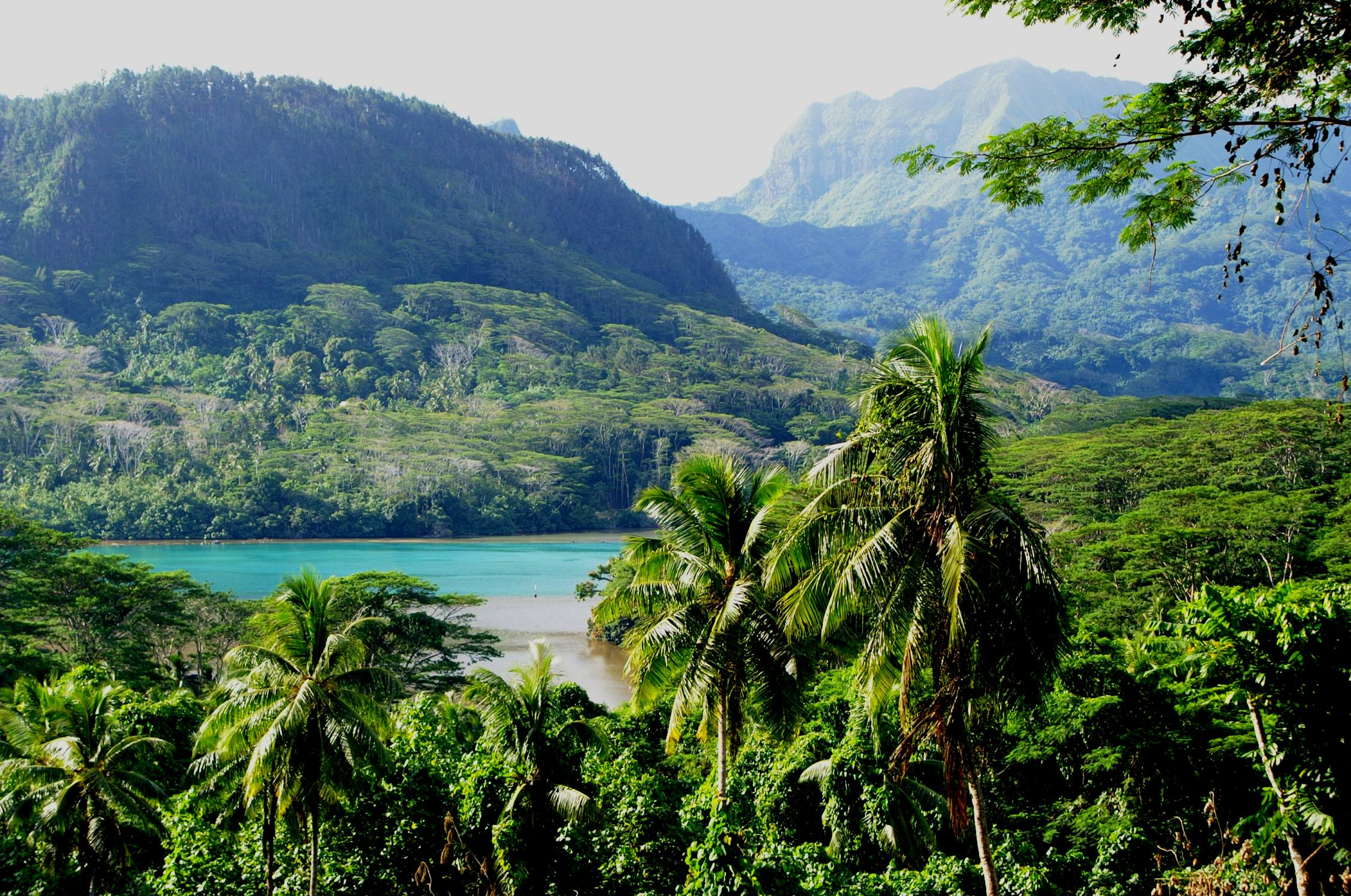
Ön Huahine.

## Kännetecken
Huahinepurpurhönan var en relativt liten purpurhöna, med kroppslängden 27–36 cm jämnstor med amerikansk sultanhöna (P. martinica). Arten tros ha varit en dålig flygare eller till och med flygoförmögen, liksom andra ölevande rallar, men inga vingben har hittats för att bekräfta detta.

## Namn
Artens vetenskapliga namn hedrar Brian K. McNab och hans forskning kring flygomförmögna fåglar på öar och dess ekologi och evolution, framför allt rallar.